# 약사동 (울산)
약사동(藥泗洞)은 울산광역시 중구의 행정동, 법정동이다. 약수가 나는 마을이어서 붙여진 지명으로 원약은 약숫골의 본마을, 외약은 바깥마을, 내약은 안마을, 평산은 만석지기 명당터로 조선시대 병영성의 부평역과 마을아래 배를 대는 포구가 있었고, 주연은 약사ㆍ성안ㆍ가대의 분기점을 이룬 산이 둘러싼 분지로 웅덩이 같다하여 주연동이라 불렀다.

## 역사
약동, 약사동, 내약·외약 등으로 변천한 것인데 若(약)·藥(약)은 일찍부터 호전되어 왔다. 약동, 약사(泗), 약사(師) 등은 모두 약물탕이 있어 이 약수로 말미암아 ‘약수골’이라 한데서 유래된 것이다. 약사동은 1708년 숙종 34년에 부평리와 약동리로 갈라져 있었다. 1765년 영조 41년에는 부평리와 약사동리, 정조 때는 부평리, 1894년 고종 31년에는 부평동·내약동·외약동, 1911년에는 평산동·내약동·외약동으로 갈라져 있었다가 1914년의 행정구역개편때 이를 합하여 약사리라 하였다.

## 학교
- 약사초등학교
- 평산초등학교
- 무룡초등학교
- 동중학교
- 무룡중학교
- 약사고등학교
- 학성여자고등학교
- 울산혜인학교